# مهنان

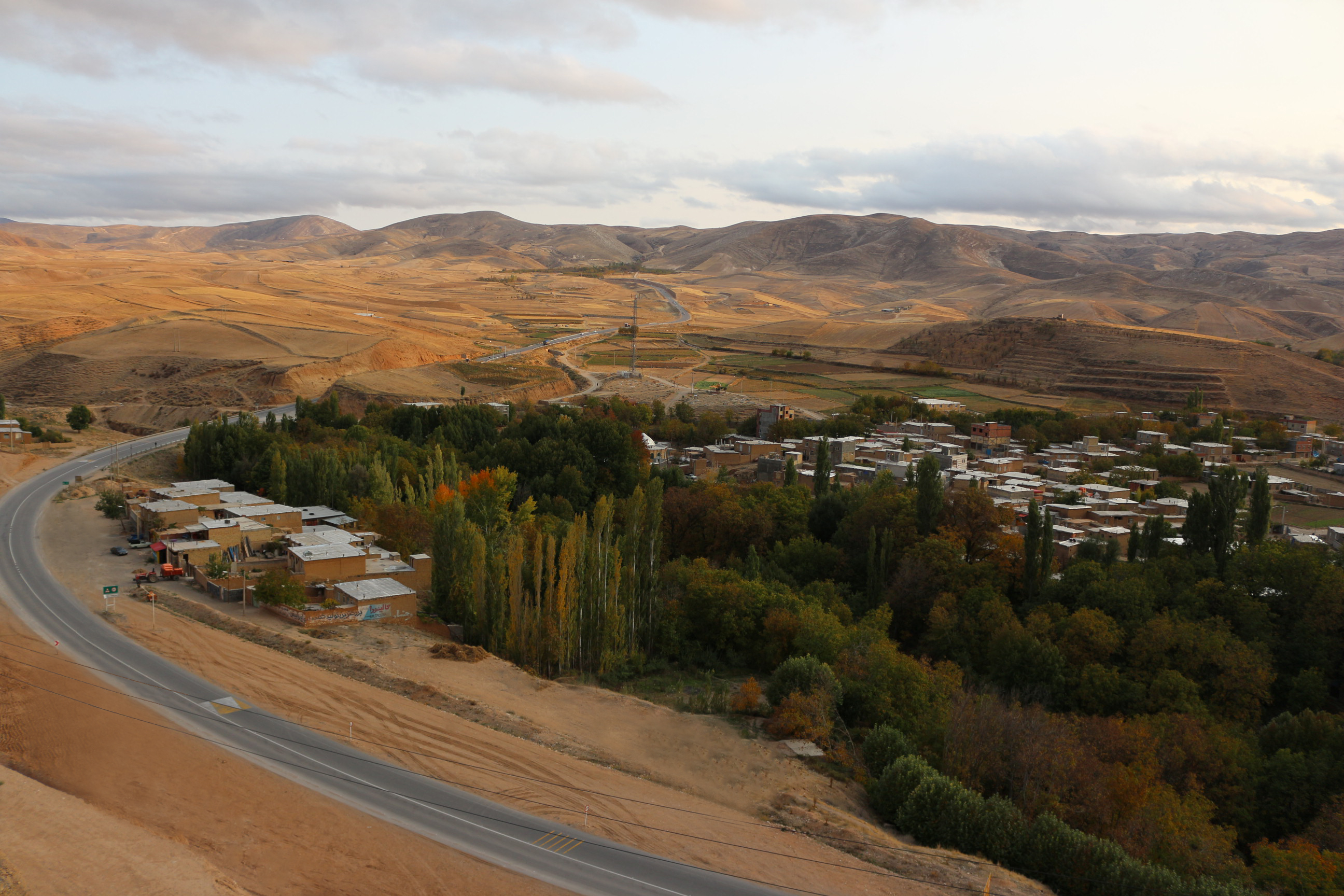
روستای سرسبز مهنان از توابع شهرستان بجنورد

مهنان، روستایی از توابع بخش مرکزی شهرستان بجنورد در استان خراسان شمالی ایران است.مردم آن از طوایف کرد کرمانج هستند که در زمان صفویان جهت جلوگیری از حملات بیگانگان توسط شاه عباس به شمال خراسان کوچانیده شدند.
روستای مهنان دارای طایفه های مختلفی است از جمله : شاهین ، ببرها ، کوسان و... که از طایفه های ایل بزرگ زعفرانلو میباشد که محل اصلی آنان قبل از کوچاندن به خراسان در منطقه شاهین دژ در آذربایجان غربی و برخی نیز از مناطق قفقاز اند
این ایل در شمال خاوری شاهین‌دژ و روستاهای اطراف می‌نشینند. اما در زمان سلجوقیان تنها در ترکیه و عراق بسر می‌برده‌اند و گفته می‌شود که از ایل‌های تشکیل دهنده کنفدراسیون چمشگزک بوده‌اند. شماری از این ایل در زمان صفویه به آذربایجان و سپس خراسان کوچ داده شدند.
که در حال حاضر ایل زعفرانلو در این مناطق سکونت دارند :
در قوچان، درگز، کلات، فاروج، شیروان، بجنورد، چناران ، مشهد و اسفراین ساکن هستند.
مهنان چون در موقعیتی جغرافیایی و کوهستانی می باشد که در اکثر ماه های سال مه در آن پدیدار میشود.
روستای مهنان از جمله روستاهای هدف گردشگری در خراسان شمالی است .
فصل پاییز به تنوع رنگ‌ها شناخته می‌شود و روستاهایی از جمله مهنان که از درختان و فضای طبیعی بکری برخوردار هستند، مکان مناسبی برای نمایش این تنوع رنگ‌ها و حس واقعی پاییزند.
این روستا یک چنار حدودا ۵۰۰ ساله دارد و یک چشمه چند هزار ساله دارد که ثبت ملی شده است. و چشمه ای که در این روستا قرار دارد پیشینه ای دور و دراز دارد که مربوط به عصر کرتاسه میباشد.

## جمعیت
این روستا در دهستان آلاداغ قرار دارد و براساس سرشماری مرکز آمار ایران در سال ۱۳۸۵، جمعیت آن ۱٬۳۴۱ نفر (۳۲۶خانوار) بوده‌است.